# 鄧繼曾
鄧繼曾（1491年—？年），字士魯，號文溪，四川成都府資縣人。明朝政治人物。正德進士。嘉靖初年，因諫言而被下獄罷黜。

## 生平
丙子四川乡试第十二名举人，正德十二年（1517年）丁丑科會試一百二十八名，三甲第五十四名進士，吏部观政，授行人司行人。明世宗即位后四月，天久雨不晴，鄧繼曾上書稱：
|  | 詔書雖然已經頒佈，但废于內閣中的有一大半。大獄已定，但迟留的仍有不少。草擬詔書的出于內廷中人，而奸谀之人逐漸被宠幸、并安放在皇上身边。禮有所不遵，孝有所偏重。儘管皇上納諫如流，但實施得很少。陛下修己亲贤的诚意，逐漸不如開始，所以天降陰雨以示警戒。伏望陛下言出必信，断狱不留，事情只向辅臣咨询，宠爱不要从亲信开始。割恩以定禮，稽古以崇孝，那么一念的轉移，足以銷天灾、答天戒了。 |

不久，升任兵科給事中。上書陳杜漸保終四事：一、定君心之主宰，以杜蠱惑之漸；二、均兩宮之孝養，以杜嫌隙之漸；三、一政令，以杜欺蔽之漸；四、清傳奉，以杜假託之漸。并稱言興府從駕的官員不應該隨意授予。嘉靖帝均採納了這些建議。
嘉靖元年（1522年），嘉靖帝欲尊其生母為太后，當時恰逢掖庭起火，朝廷大臣均稱其歸咎與此事。鄧繼曾繼續上書稱：
|  | 去年五月，日精門發生火災；今年本月二日，長安榜廊火災；現在郊祀日，內廷小房又發生火災。天有五行，火實主禮。人有五事，火實主言。名不正則言不順，言不順則禮不興。不到一年之間就發生三起火災，均為廢禮失言所導致的效驗。 |

當時提督三千營的廣寧伯劉佶久病不起，而宣大、關陝、廣西多有邊警，中原盜竊起義發生。鄧繼曾於是陳戰守方略及儲將練兵足食之計，多被採納實行。
嘉靖三年，嘉靖帝逐漸疏遠大臣，政事大都由宮內決斷。他隨即抗言稱：
|  | 接連而來的中旨，大都違背了為王之言；很多事情不經過考察，文章又不合乎要理；那些附庸邪說的諂媚受到賜敕褒獎，而輔佐抗言卻受到流放贬黜。臣目睹這些就只能流淚、吞聲。自從先祖以來，凡有批答的，都一定交付內閣擬進，而不只是顧慮短見而有所偏差，這也防止矯偽者的假託。正德年間，弊病已經非常嚴重，但還沒有像今天這樣可怕可歎啊。在皇帝身邊的群小人，目不知書，身未經事，乘隙招權，弄筆取寵，所以言出無稽，以至於此。陛下不和大臣共同主政，而倚靠這些小人，臣擔心國家政權不安定啊。 |

奏疏呈上后，嘉靖帝震怒，將他下詔獄進行拷問，并貶為金壇縣縣丞。給事中張逵、韓楷、鄭一鵬，御史林有孚、馬明衡、季本皆上奏論救，均沒有結果。他历任宝应县知县、维摩州知州、郎中，累升至宝庆府知府，改徽州府知府，后致仕归乡去世。嘉靖初期，嘉靖帝尚能接納進言，但因劉最和鄧繼曾因言獲罪后，逐漸厭惡言官，并相繼罷免，之後嘉靖年間的納諫之風衰微了。

## 家族
曾祖鄧本芳，祖鄧暘，父鄧國鼎，母黃氏；繼母談氏；母周氏。
| 官衔                 | 官衔                             | 官衔        |
| -------------------- | -------------------------------- | ----------- |
| 前任： 郭敦 晋江舉人 | 明朝宝庆府知府 嘉靖十六年-十八年 | 繼任： 應檟 |
| 前任： 馮世雍        | 明朝徽州府知府 嘉靖十八年-十九年 | 繼任： 林山 |

## 延伸阅读
[在维基数据编辑]
 《明史卷二百〇七》，出自《明史》